# Det flygande klassrummet
Det flygande klassrummet är en västtysk komedi och familjefilm från 1954 i regi av Kurt Hoffmann. Den är en filmatisering av Erich Kästners roman Det flygande klassrummet från 1933. Kästner skrev även filmmanuset.

## Rollista
- Paul Dahlke - Justus
- Heliane Bei - Beate
- Paul Klinger - Der Nichtraucher
- Erich Ponto - Der Sanitätsrat
- Bruno Hübner - Prof. Kreuzkamm
- Herbert Kroll - Grünkern
- Rudolf Vogel - Krüger
- Willy Reichert - Martins far
- Ruth Hausmeister - Martins mor
- Peter Tost - Martin
- Peter Kraus - Johnny